# 北四番丁站
北四番丁站（日语：／ Kita-Yobanchō eki */?）是位於日本宮城縣仙台市青葉區，屬於仙台市地下鐵南北線的鐵路車站。車站編號是N07，副站名則為「仙台放送前」（至令和2年3月31日）。

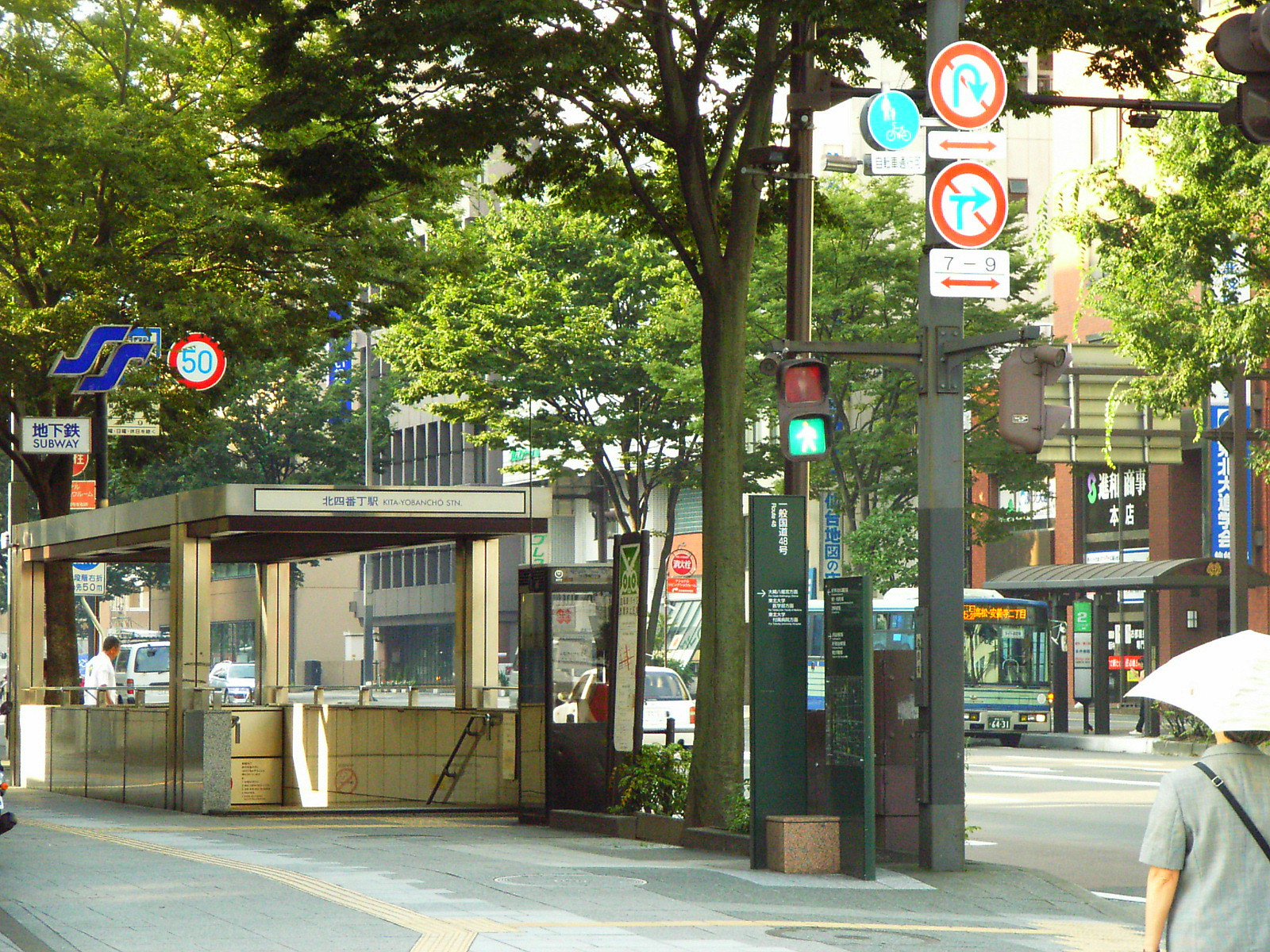
南2出入口(2005年9月)

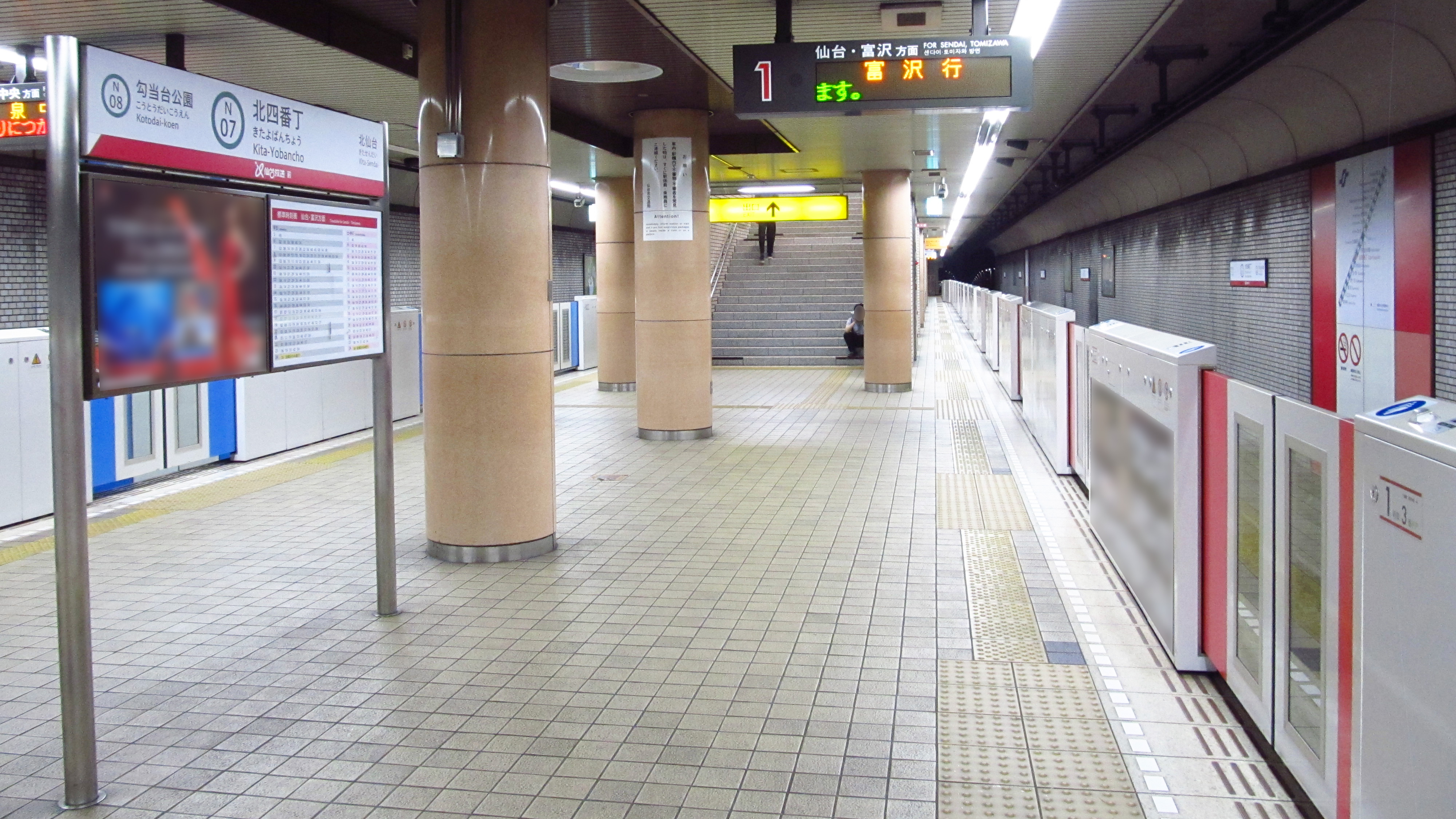
月台(2016年7月)

## 車站結構
本站為島式月台1面2線的地底車站，車站大廳位於地下1樓，月台則位於地下2樓。

### 月台配置
| 月台 | 路線     | 目的地         |
| ---- | -------- | -------------- |
| 1    | ■ 南北線 | 仙台、富澤方向 |
| 2    | ■ 南北線 | 泉中央方向     |

## 歷史
- 1987年（昭和62年）7月15日：開業。
- 2009年（平成21年）12月27日：月台閘門開始運作。

## 使用情況
| 上車人次推移       | 上車人次推移     |
| 年度               | 一日平均上車人次 |
| ------------------ | ---------------- |
| 2002年（平成14年） | 7,018            |
| 2003年（平成15年） | 6,861            |
| 2004年（平成16年） | 6,987            |
| 2005年（平成17年） | 7,122            |
| 2006年（平成18年） | 7,122            |
| 2007年（平成19年） | 7,064            |
| 2008年（平成20年） | 7,020            |
| 2009年（平成21年） | 6,754            |
| 2010年（平成22年） | 6,675            |
| 2011年（平成23年） | 6,525            |
| 2012年（平成24年） | 7,035            |
| 2013年（平成25年） | 7,367            |
| 2014年（平成26年） | 7,560            |
| 2015年（平成27年） | 7,787            |
| 2016年（平成28年） | 8,075            |
| 2017年（平成29年） | 8,306            |

- 2017年度（平成29年度）
  - 1日平均上車人數：8,306人[1]

一日平均上車人次（單位：人次）

## 相鄰車站
仙台市交通局（仙台市地下鐵）
■南北線
北仙台（N06）－北四番丁（N07）－勾當台公園（N08）

## 外部連結
- 北四番丁站（页面存档备份，存于） - 仙台市交通局（日語）